# Zéphyrin Ferrez
Zéphyrin Ferrez o Ceferino Ferrez (Saint-Laurent , 31 de julio de 1797-Río de Janeiro, 22 de julio de 1851), fue un medallista, escultor , grabador y profesor franco-brasileño; fue un integrante tardío de la Misión Artística Francesa.

## Datos biográficos
Se incorporó a la Escuela Nacional de Bellas Artes de Francia en París el año 1810, estudió escultura bajo la dirección de Philippe-Laurent Roland y grabado con Pierre Nicolas Beauvallet. En 1816 se marchó con su hermano Marc Ferrez (1788-1850) a Brasil, donde se unieron a los franceses que formaban la misión artística francesa. Participó en los trabajos de decoración de la ciudad de Río de Janeiro para la llegada de la futura Emperatriz doña Leopoldina, colaborando con Auguste-Marie Taunay (1768-1824 ), Debret (1768-1848) y Grandjean de Montigny (1776-1850). Además realizó otros trabajos similares para la realeza, como la cuna sostenida sobre dos esfinges, tallada y adornada junto a su hermano y que regalaron a don Pedro I (1798-1834) con motivo del nacimiento de su primera hija, la princesa María da Gloria. Este trabajo le llevó al círculo de artistas de la Academia Imperial de Bellas Artes (AIBA), y recibió una pensión del gobierno por un decreto firmado en noviembre de 1820. En 1820, en honor de la aclamación de Don João VI, grabó la medalla de llamada Senatus Fluminense en el anverso de la cual aparece grabado el templo dedicado a Minerva, siguiendo el diseño de Grandjean de Montigny. En 1822 produjo una pieza llamada la medalla de la coronación: en la que aparece la efigie de Don Pedro I y celebra la fundación del Imperio de Brasil. En 1826, junto con su hermano, creó una serie de bajorrelieves y esculturas de barro para decorar la fachada del edificio de la AIBA, que se inauguró oficialmente ese año siguiendo el diseño de Grandjean de Montigny. Se convirtió en el primer profesor oficial de la cátedra de grabado de medallas en 1836. También participó en el Exposição Geral de Belas Artes (Exposición General de Bellas Artes) en 1842 y fue galardonado con el grado de Caballero de la Orden Imperial de la Rosa. Al año siguiente, grabó la medalla conmemorativa en honor del matrimonio de Don Pedro II de Brasil y Dona Teresa Cristina. 
Fue el padre del fotógrafo Marc Ferrez (1848-1923).